# キャバすか学園
『キャバすか学園』（キャバすかがくえん）は、2016年10月30日から2017年1月15日まで日本テレビで放送されていたAKB48グループが出演するドラマ。主演は宮脇咲良。

## 概要
マジすか学園のテレビシリーズPART6（7作目）だが、今作は舞台がキャバクラである。登場人物や役名は『マジすか学園4』『マジすか学園5』と基本的に同じで、時間軸は4作目の後で5作目の並行世界（パラレルワールド）と言える。ただしストーリーは4作目から連動していない。第2話以降が地上波での放送より1週間先行してHuluで配信された。
また、第8・9話では島崎遥香が演じた『マジすか学園4』『マジすか学園5』のソルト（本名：島崎遥香）が、テレビ朝日系で放送されていたドラマ『警視庁 ナシゴレン課』の主人公・風早恭子と同一視されるシーンがあり、他局ドラマとのメディアミックスとなっている。

## あらすじ
親会社の倒産により閉校となる馬路須加学園（マジ女）の経営危機を回避し、借金返済額2,000万円を稼ぐため、さくら、おたべらは一時退学し、キャバクラ経営の準備をする。伝説のキャバクラプロデューサーの西園寺やマジ女OGでキャバクラ総選挙3連覇中のセンターが助っ人に加わり、キャバクラ「水族館」をオープンする。

## キャスト

### キャバクラ「水族館」
さくらが探した空き物件を改装して新しく開店したキャバクラ店。勤務するキャバクラ嬢たちの源氏名は基本的に「水族館」に関するものとなっている。キャバクラ嬢の控え室にはマジ女校旗が掲げられている。
サメ / さくら
演 - 宮脇咲良
馬路須加女学園（マジ女）の最強集団・吹奏楽部（通称：ラッパッパ）だったが、マジ女の閉校を阻止する資金稼ぎのために仲間たちと共に一時的に退学してキャバクラ店を開店する。源氏名は、宮脇が監督から聞いた話によると、サメのように血の臭いをかいで、かぎつけるように上客を見極めること、また単純に魚類で「最強」だからということに由来する。鹿児島出身のため、たまに鹿児島弁が出るほか、カツゼツと話すときは博多弁になる時がある。第1話ではラッパッパ部長のイスに座っている、キャバクラ店オープンの断行に他のラッパッパが従う、第10話では「てっぺん」と称されるなど、現・部長であると思わせる描写・演出が要所に見られる。最終的にマジ女の借金は返済されたが、唯一復学せずにキャバクラの世界でも「てっぺん」を取るためキャバクラ嬢を続ける。
クラゲ / センター
演 - 松井珠理奈
マジ女OG。ネズミとともにマジ女の「てっぺん」だったが学園を辞めてキャバクラの世界に飛び込んだ。西園寺にプロデュースされて3年連続キャバクラ総選挙で1位となった伝説のキャバクラ嬢。マジ女閉校の危機と聞いて駆けつけた。「水族館」に移籍する前の源氏名は「アゲハ」。
まぐろ / おたべ
演 - 横山由依
ラッパッパの一人。センターのほか、こじはる、スキャンダルなどマジ女OGとは多かれ少なかれ接点がある。ネズミとも知り合いで、「水族館」に突然現れたネズミを唯一知っていた。
タイ / カツゼツ
演 - 兒玉遥
ラッパッパの一人。さくらと同じ九州出身だが、さくらと違い、常に方言（博多弁）で話す。源氏名も博多弁の「〜たい」から。
ガリ / マジック
演 - 木﨑ゆりあ
ラッパッパの一人。喧嘩っ早くすぐにサトシに突っかかる。元は「サバ」という源氏名だったが、第1話で「寿司屋かよ?」と反抗したため、この源氏名に改名させられた。
カレイ / カタブツ
演 - 岡田奈々
ラッパッパの一人。客である辻本と親しくなるが、辻本がストーカーとなり、恐怖を覚える。その後、さくらの発案でマジックとレズ関係にあるという話をでっち上げるが、逆上した辻本に殴られそうになったマジックをかばって負傷。しかしカタブツは被害届を出さなかった。辻本は「水族館」最終営業日に来店しており、キャバクラ嬢と客という元の関係に戻っている。
イルカ / ヨガ
演 - 入山杏奈（第8話から出演）
笹島が仕向けた男たちに襲われたさくらを助け、その後「水族館」のキャバクラ嬢となる。西園寺が拘禁されている間に入店したため、戻って来た時は「誰？」と発言していた。源氏名の由来は、海洋生物で一番賢いことから。
ナマズ / ドドブス
演 - 加藤玲奈（第5話から出演）
チーム火鍋の一人。開店当初の「水族館」では働いておらず、過去や未来が見える特殊能力を身に付け、占い師をやっていた。源氏名は、西園寺が「（占い師は）予知するから」と命名した。占いと並んでキャバクラ嬢も天職であり、「水族館」入店後の最初の接客でおたべに「（占いだけじゃなく）こっちの才能もあってんな」と言わせた。後に特殊能力を失う。
いわし / ウオノメ
演 - 高橋朱里
チーム火鍋の一人。役名の由来は「死んだ魚の目」だが、その中でも源氏名のいわしは青魚の中でも水揚げから一番足の早い（鮮度が短く目が死ぬのも早い）魚であるため。
フグ / ジセダイ
演 - 向井地美音
チーム火鍋の一人。劇中の要所でフグのように頬を膨らませるシーンがある。客として来店したホストのセイヤに誘われ、ホストクラブに通いセイヤに金を貢ぐようになる。気づいたカツゼツがさくらに話し、さくらに頼まれたスキャンダルによって窮地を救われる。
あんこう / クソガキ
演 - 大島涼花
チーム火鍋の一人。使用済みの綿棒をテーブルに置いておく、みんなが真剣に悩んでいる中で一人おやつを食べている、接客時に勝手に丼物4つを注文して完食して客の会計を水増しするなど名前の通りクソガキ感が満載。源氏名は『マジすか学園4』でクソガキが（ちょうちんアンコウのように）前髪を結っていたから。
イカ / カミソリ
演 - 小嶋真子
第1話では、さくらに着いていくとの気概を見せている。「全員が留年を繰り返して最年少の私でも18歳」と言っている。
タツノオトシゴ / ボウヨミ
演 - 朝長美桜
役名は朝長の喋り方が棒読みなため。源氏名はセリフが棒読みで早口言葉が苦手なため、わざと長く言いづらい名前にされた。
のどぐろ / シュウカイ
演 - 中井りか
役名の由来はNGT48屈指の釣り師で、握手会の時間が押してファンが流れ切らない（他のレーンより回転率が悪く周回遅れになる）ことから。源氏名の由来はノドグロが新潟の名産であることから。
イソギンチャク / イキザマ
演 - 込山榛香
源氏名は、込山が握手会でファンを虜にするサービスに由来する。
キス / ミラー
演 - 神志那結衣
選抜総選挙で号泣し、メイクが崩れてないか鏡でチェックするのがお約束となっていることが役名の由来とされる。劇中で要所に鏡を見ているシーンがある。Sっ気が強く、営業電話でも高圧的な態度を取る。
サトシ
演 - 末吉くん
「水族館」の付け回し（いわゆるウェイターと同じ）。48歳・独身、彼女なし。さくらたちにキャバクラのノウハウを教える教育係。普段はお調子者で会話に親父ギャグや独特の英語、モノマネなどを混ぜたりするが、それによってマジックを中心にキャバクラ嬢たちに突っかかれたりする。その一方で、教育係としては妥協や甘えを許さない熱血漢な一面も持つ。センターや西園寺の不在時には空回りしながらも奮闘する縁の下の力持ち。また付け回しのリーダーで、若手の付け回しに対してはやや高圧的。
西園寺 景虎
演 - 筧利夫
伝説のキャバクラプロデューサー。恩義のあるマジ女の毛利校長に頼まれ、成功報酬は「さくら自身」を条件にさくらに手を貸すことになった。仕事中以外はサングラスをかけ葉巻を吹かしていることが多い。唐突に鹿児島訛りになる、店内の防犯カメラに手を振ってモニターに映る自分の姿を見ている、パソコンで売上表を見ながら算盤で計算する、控え室で謎の薬品を使った化学実験をする、興奮して震え出しタール状の謎の黒い液体を取り出して飲み干すなど奇行が目立つ。警視庁の笹島や中野から売春組織の顧客リストの所有者およびキャバクラ嬢殺人事件の容疑者として目をつけられている。殺人事件には関与していなかったが、顧客リストは実際に所持しており「水族館」の控え室にあるマジ女校旗の後ろの壁に隠していた。第10話で顧客リストを警察に郵送してカオリの願いを果たした。

### キャバクラ「イケイケタトゥー」
水族館よりも先に開店していた隣のキャバクラ店で、キャバクラ嬢も経験者ばかりである。劇中では水族館のライバル店だが第10話ではアントニオの指示（表向きはシロギクたちの勝手な行動）により他のキャバクラ嬢たちは水族館にヘルプに駆けつける。
アントニオ
演 - 山本彩
センターの学生時代のライバル。イケイケタトゥーのNo.1だが、店を留守にしがち。唯一着物を着ているが、第9話では店内でドレス、それ以外で着物というように着分けている。過去に西園寺と関係があった。しばらく店を空けていた間に怠慢となっていたシロギクたちに活を入れた。センターから依頼され、風営法違反で釈放後の西園寺を出迎える。キャバクラ「水族館」とは敵対しているが、センターとはイケイケタトゥー店内で話し合うなど、犬猿の仲というわけではない。西園寺に未練があるらしく「水族館を助けてほしい」と頼まれると裏で手を引いてシロギクたちをヘルプに行かせたり、第10話ではセンターから西園寺が感謝していたと告げられると満更ではない表情を浮かべた。
シロギク
演 - 白間美瑠
アントニオ不在時のリーダー格で、イケイケタトゥーのNo.2。「水族館」と敵対して色々と策を講じるが、それに固執し過ぎて本分のキャバクラ嬢としては怠慢だったため、アントニオに叱咤される。
クロバラ
演 - 矢倉楓子
アントニオ不在時のサブリーダー格で、イケイケタトゥーのNo.3。
テツガク
演 - 須藤凜々花
役名の由来は、須藤が哲学者を目指していることから。　なかなかのキレ者で、「水族館」を陥れるアイディアを考えてはシロギクに耳打ちしている。「水族館」のヘルプに駆け付けた際には、水割りをロックのまま客に出してボトルの減りを早めるという手段で売上に貢献。さくらたちの前で営業電話をかけたとき「水族館っていう変な名前の店」と堂々と言うなど肝が据わっている。
ハチ公
演 - 渋谷凪咲（第10話は未出演）
役名の由来は、本人のキャッチフレーズに出てくる「渋谷駅前のハチ公像」から。
ツン
演 - 武藤十夢
ルーキーとともに「水族館」周辺を嗅ぎまわることが多い、言わば斥候役。張り込み中にはアンパンを食べている。入手した情報が役に立たなかったり、提案した妨害策が低レベルだったりで、よくシロギクに怒鳴られている。「水族館」のヘルプでは、何を注文するかを多数決で決める（客1人に対して付くキャバクラ嬢の方が人数が多い）というずる賢さで売上に貢献。
ルーキー
演 - 川本紗矢
ツンとともに行動している。ツンのことを「ねえさん」と呼んでいるが、何かとツンを小馬鹿にする発言が見え隠れしている。
レッド
演 - 吉田朱里

### その他の主要人物
笹島
演 - 梶原善
警視庁捜査一課の刑事。キャバクラ嬢殺人事件の捜査を担当している。実は浦沢に脅されており西園寺が持っている売春組織の顧客リストを取り戻そうとしている。水族館に松岡を送り込んで西園寺を拘禁、さくらを脅迫するなどしたが顧客リスト回収には失敗、浦沢に用済みとされ、中野に自殺に見せかけて殺される。
中野
演 - 阿部亮平
警視庁捜査一課の笹島の部下。笹島と同じく売春組織と関係がある。笹島殺害後、西園寺に全ての罪を着せて殺そうとするが現場に駆け付けたソルトと浅羽に逮捕される。
毛利校長
演 - 酒井敏也
マジ女の校長。西園寺やセンターが前に働いていたキャバクラ店の常連客だった。マジ女の閉校の危機に瀕してラッパッパ部室を訪れ、さくらたちに説明・謝罪をする。さくらたちがキャバクラ店を開店すると聞いてさくらに西園寺を紹介する。その後はマジ女の借金返済期限を先延ばしにするために尽力。第10話では返済額を売り上げた生徒（この時点では復学していないキャバクラ嬢）たちと一緒に打ち上げに参加している。

### 主要ゲスト
第1話
西野 七瀬
演 - 西野七瀬（乃木坂46）
物語の冒頭に登場する謎の女子校生。マジ女の通学路でたむろっているヤンキー8人を1人で一蹴するほどの喧嘩の達人。
マジ女の生徒
西野未姫、福岡聖菜、後藤萌咲、湯本亜美、下口ひなな、市川愛美、横島亜衿、高橋希良
第2話
前田
演 - 岡田浩暉（第3話にも出演）
「水族館」の客。IT企業の社長で「水族館」の記念すべき最初の客。初接客で何もできないさくらたちに苛立っていたが、センターの助け舟で一変して盛り上がる。第3話ではセンター、さくら、おたべをアフターに連れ出している。
石田
演 - 芦川誠（第4話にも出演）
「水族館」の客。大手テレビ局のチーフプロデューサー。センターが前の店で付いていた客で、来店当初はセンターを「アゲハ」と呼んだ。
原口 あきまさ
演 - 原口あきまさ
本人役で出演。石田チーフプロデューサーに連れられて「水族館」に来店した。
中林会長
演 - 芋洗坂係長（第4話、第7話にも出演）
「水族館」の客。大手企業中林グループの会長。センターが前の店で付いていた客で、来店当初はセンターを「アゲハ」と呼んだ。劇中では登場回数（登場時間）が多く、よくウオノメ、クソガキを指名している。
陣山 太一
演 - やべきょうすけ
「水族館」の客。暴力団「竜頭組」の幹部。部下のケンジやテツとともに冷やかしに来たが、おたべたちに圧倒され、すぐに帰った。
「水族館」のキャバクラ嬢
大森美優、小笠原茉由、佐々木優佳里、宮崎美穂、茂木忍
第3話
ウツボ / ネズミ
演 - 渡辺麻友
マジ女OG。かつて親友・センターとともにマジ女の「てっぺん」に上り詰めた。センターに頼まれて助っ人に現れる。源氏名の由来は「（ウツボが）噛みついたら離さない」から。普段はひねた性格で西園寺から「中二病」と言われたが、キャバクラ嬢に転身後は性格がガラリと一変し、たちまち客を虜にする人気者となり西園寺を唖然とさせた。
辻本 強
演 - 稲葉友（第3話 - 第6話、第10話に出演）
下戸な根暗男。システムエンジニア。カタブツに好意を抱き、ストーカー行為に発展した。カタブツがヘルプで付いた客の高橋社長を夜道で襲撃した。さらにカタブツがマジックとレズ関係にある（という芝居）と知って逆上し、マジックに暴行を加えようとするが、かばったカタブツに怪我をさせてしまう。その場に居合わせた笹島と中野に暴行の現行犯と高橋社長の暴行容疑で逮捕された。その後釈放され、「水族館」営業最終日に再び来店。カタブツに謝罪し、キャバクラ嬢と客の関係に戻った。
竹中 柊一
演 - 柳憂怜（第7話にも出演）
「水族館」の客。ヨハネスブルグ文学賞を受賞した特定分野では著名な小説家。しかし、付いたキャバ嬢たちは竹中の文学が理解できず重苦しい空気となっていたが、ネズミが竹中の大ファンだと公言（事前にネットで情報を調べた）し、ご機嫌になった。秋元康を知らない。
「水族館」のキャバクラ嬢
阿部マリア、相笠萌、大森美優、小嶋菜月、佐々木優佳里、田北香世子、福岡聖菜
マジ女の生徒
岡田彩花、茂木忍、後藤萌咲
第4話
こんぶ / こじはる
演 - 小嶋陽菜
マジ女OG。センターの先輩。所属したキャバクラ店は必ず繁盛する伝説のキャバクラ嬢。全国のキャバクラ店を転々としている。西園寺は面識はなかったが見た瞬間に「伝説のキャバクラ嬢・こじはる」だと気付いた。有名な高利貸の妻だが離婚するという話が出ており、そのためにキャバクラ嬢として全国を巡業していると噂されている。しかし一向に離婚しないため「離婚するする詐欺」との噂も流れているなど謎を抱えている。「水族館」の前の店での源氏名も「こじはる」。「水族館」入店後は、こじはるファンの客が殺到し、たちまち大繁盛となる。西園寺がキャバクラ嬢殺人事件に関与しているとカマをかける。空腹で倒れるほど大食い。
アナゴ / 柏木
演 - 柏木由紀（第5話にも出演）
婚約者の植野が「ゆき」と呼んでいるため、フルネームは「柏木ゆき」である（漢字表記は不明）。センターは初見でマジ女OGだと思ったが、柏木は気まずそうに否定した。酒を飲まないはずの植野がキャバクラ店に入り浸っていると分かり来店。普段、植野に付いている「サメ」を指名して事の成り行きを話す。泥酔したところで、残業だと言っていた植野が来店したため激昂。フォークを片手に植野のいる席へ向かうが、普段見せない楽しそうな姿に脱力・意気消沈する。その後、センターの発案でキャバクラ嬢「アナゴ」となって植野の前に現れた。植野が来店した際にさくらと隠れた身のこなしや、アナゴとして植野に接した時の高圧的な態度など、センターが思ったようにマジ女OG（元ヤンキー）であることを匂わせる描写がある。
植野 ヒロシ
演 - 山田裕貴（第5話にも出演）
「水族館」のさくら付きの常連客でスタイリスト。柏木の婚約者。やたらと芸人のギャグを言う。
ジョージ・トキタ
演 - ダンテ・カーヴァー
「水族館」の客でスポーツインストラクター。英語しか喋れないのでジセダイらは困り果てた。
武井 壮
演 - 武井壮（第5話にも出演）
本人役で出演。百獣の王を目指しているが、ボウヨミに「百十（番目）の王」と勘違いされる。
松宮
演 - 本村健太郎（第5話にも出演）
弁護士。「水族館」の客。
第5話
セイヤ
演 - 碓井将大（第5話 - 第8話に出演）
ホストクラブ「ダンディ・マグナム」のホスト。セイヤは源氏名で本名は小林一郎。「水族館」の客として来店し、接客したジセダイを交際をエサにして自分の店の客として引き込み、金を貢がせる。スキャンダルが自分の客についたことでジセダイが邪魔になり態度を豹変させるが、スキャンダルは最初からセイヤを罠に嵌めるために来店し、800万円以上の借金を背負わされ、闇金に追われる身となる。
高橋社長
演 - 水野智則（第6話にも出演）
「水族館」の客。「タカハシメガネ」の社長。いつもマジックを指名していたが、ヘルプに入ったカタブツにも熱を上げたため、辻本に恨まれる。
マリア
演 - 阿部マリア（第3話にも顔出しで出演している）
「水族館」のキャバクラ嬢。さくらが柏木に指名されている間、代わりに植野を接客していた。唯一、「水族館」と無関係の源氏名で呼称されたキャバクラ嬢。
第6話
イジリー岡田
演 - イジリー岡田
　本人役で出演。ドドブスがキャバクラ嬢に転身後、初めて接客した。シャンパンを高速ベロで舐めようとして調子に乗り過ぎ、ドドブスにたしなめられる。
「水族館」の客
本多
演 - 三又又三
「水族館」の客。
長尾
演 - 須田邦裕（第8話にも出演）
「水族館」の客。
第7話
ワカサギ / 松岡
演 - 松岡はな
笹島に金で雇われ、17歳だが18歳と偽って（面接時には20歳と偽った）「水族館」でキャバクラ嬢として働き、「水族館」を風営法違反で営業停止させると共に西園寺を拘禁させる。また、笹島をも欺いていた。
坂下
演 - 杉村太蔵
「水族館」の客。元国会議員。キャバ嬢たちに簡単に国家機密をバラす。
窪田
演 - 野添義弘
「水族館」の客。
第8話
スキャンダル / 指原 莉乃
演 - 指原莉乃
マジ女OG。劇中でもアイドル「HKT48の指原莉乃」である。マジ女出身という経歴は秘密にしている。さくら、おたべ、カツゼツ、ジセダイらと面識がある。さくらの依頼で窮地に陥ったジセダイを救うため、ジセダイをカモにするセイヤに近づく。
プランクトン / ソルト（風早 恭子）
演 - 島崎遥香（第9話にも出演）
マジ女OG（なぜかマジ女制服を着ている）。第9話では、笹島に脅迫されたさくらを救う。その後、源氏名プランクトンとしてキャバクラ嬢になるが、塩対応なため盛り上がらない。さくらにキャバクラ嬢殺人事件解決のアドバイスを残して1日で退店後、中野に殺害されそうになる西園寺を助けた。正体は警視庁の刑事・風早恭子であり、浅羽ショウという部下がいる。
カオリ
演 - 松村香織（第8話 - 第10話に出演。写真は第2話から登場）
センターが前に働いていた同僚のキャバクラ嬢で、センターの親友。第2話から話題になっていたキャバクラ嬢殺人事件の被害者。売春組織と関わりがあるとの噂があり、センターはその顧客リストを持ち出したためカオリは殺されたと考えていた（後に無関係と判明）。第10話で西園寺が顧客リストを警察に郵送したことでカオリの計画は果たされた。なお、物語開始時点で既に死亡しているため出演は全て回想シーン。
センターの元同僚
高柳明音
須田亜香里
古畑奈和（第10話にも出演） - キャバクラ嬢殺人事件の真犯人（動機は人気キャバ嬢であるカオリへの嫉妬）。センターに真実を突き止められ、自首すると言った。
二村春香
惣田紗莉渚
レイ
演 - 鈴木貴之
「ダンディ・マグナム」のホスト。
エイジ
演 - JUN Q（MYNAME）
「ダンディ・マグナム」のホスト。
街頭のサンタガール
小嶋菜月（第3話とは別役）
佐々木優佳里（第2話・第3話とは別役）
第9話
浦沢 昌志
演 - 竹財輝之助 
裏で笹島を操っている売春組織の幹部。笹島の娘を囮に笹島を脅迫する。
浅羽 ショウ
演 - 中山麻聖
ソルトこと風早恭子の部下の警察官。階級は巡査部長。ソルトのことを「デカ長」と呼んでいる。ソルトの連絡で駆けつけ、中野を逮捕する。
木村
演 - 阪田マサノブ
「水族館」の客。
関
演 - 一ノ瀬ワタル
「水族館」の客。
第10話
タラ
演 - 篠崎彩奈
「水族館」の営業最終日に入店した新人キャバ嬢。
三田
演 - 高橋ジョージ
「水族館」の客。自称ミュージシャン。バンドを結成しておらず、楽器もできない。
遠藤
演 - 橋本じゅん
「水族館」の客。原田質店の社長。「見てくれ」を大事にするが、会計の合計金額が高いことに驚く。
森崎
演 - 山崎銀之丞
亀谷商事の課長。キャバ嬢のドレスを卑猥と蔑むが、さくらに窘められる。
白石 麻衣
演 - 白石麻衣（乃木坂46）
物語のラストに登場する謎の女子生徒。マジ女の「てっぺん」を取りに来た喧嘩の達人。ドドブス、ジセダイ、クソガキをまとめてあしらうほどの戦闘能力を誇る。

## スタッフ
- 企画・原作 - 秋元康
- 脚本 - 元麻布ファクトリー、遠藤察男
- 音楽 - 牧戸太郎
- 演出 - 中茎強、辻󠄀本貴則、窪田崇
- 撮影 - 松宮まなぶ
- 主題歌 - AKB48「ハイテンション」（You, Be Cool! / KING RECORDS）
- 制作 - 八木元
- プロデューサー - 渡部智明、本多繁勝、堀尾星矢、炭谷宗佑[注 1]
- 協力プロデューサー - 松本明子
- 企画制作 - 日本テレビ
- 制作プロダクション - イメージフィールド
- 制作協力 - AX-ON
- 製作著作 - 「キャバすか学園」製作委員会

## 放送・配信日程
| 各話   | 放送日          | 配信日          | 脚本               | 演出     |
| ------ | --------------- | --------------- | ------------------ | -------- |
| 第1話  | 2016年 10月30日 | 2016年 10月30日 | 元麻布ファクトリー | 中茎強   |
| 第2話  | 11月6日         | 10月30日        | 元麻布ファクトリー | 中茎強   |
| 第3話  | 11月13日        | 11月6日         | 元麻布ファクトリー | 中茎強   |
| 第4話  | 11月27日        | 11月13日        | 遠藤察男           | 辻󠄀本貴則 |
| 第5話  | 12月4日         | 11月27日        | 遠藤察男           | 辻󠄀本貴則 |
| 第6話  | 12月11日        | 12月4日         | 遠藤察男           | 窪田崇   |
| 第7話  | 12月18日        | 12月11日        | 遠藤察男           | 窪田崇   |
| 第8話  | 12月25日        | 12月18日        | 遠藤察男           | 本多繁勝 |
| 第9話  | 2017年 1月8日   | 12月25日        | 遠藤察男           | 辻󠄀本貴則 |
| 第10話 | 1月15日         | 2017年 1月8日   | 遠藤察男           | 辻󠄀本貴則 |

## ネット局等
放送局（地上波・CS）
| 放送地域   | 放送局       | 系列                  | 放映期間                       | 放送曜日・放送時間               | 備考         |
| ---------- | ------------ | --------------------- | ------------------------------ | -------------------------------- | ------------ |
| 関東広域圏 | 日本テレビ   | 日本テレビ系列        | 2016年10月30日 - 2017年1月15日 | 日曜日 0:55 - 1:25（土曜日深夜） | 制作局       |
| 新潟県     | テレビ新潟   | 日本テレビ系列        | 2016年11月6日 - 2017年1月22日  | 日曜日 1:40 - 2:10（土曜日深夜） | 遅れネット   |
| 大分県     | OBS大分放送  | TBS系列               | 2017年4月24日 - 6月26日        | 月曜日 0:50 - 1:20（日曜日深夜） | 遅れネット   |
| 日本全国   | 日テレプラス | 日本テレビ系列 CS放送 | 2017年4月16日                  | 日曜日 0:05 - 5:00               | 全話一挙放送 |
| 日本全国   | MONDO TV     | CS放送                | 2018年8月2日 -                 | 木曜日 0:00 - 0:30               | [ 12 ]       |

インターネット配信
| 配信サイト | 配信期間                                          | 更新日時           | 備考                   |
| ---------- | ------------------------------------------------- | ------------------ | ---------------------- |
| Hulu       | 2016年10月30日 - 2017年1月8日 （第1話・第2話 - ） | 地上波放送終了直後 | 日本テレビより先行配信 |